# Brodek u Prostějova
Brodek u Prostějova là một chợ huyện thuộc huyện Prostějov, vùng Olomoucký, Cộng hòa Séc.